# Lincoln’s Inn
Lincoln's Inn er et af fire Inns of Court, dvs. juridiske kollegier i London, som barristers (procesadvokater, i England og Wales) tilhører, og hvor de bliver kaldt til the bar og dermed optaget i advokatstanden. Begrebet «inn» betyder også værtshus, og i 1200-tallet var disse huse også studenterhjem og skoler for jurastuderende. De tre andre huse var Middle Temple, Inner Temple og Gray's Inn. Selv om Lincoln's Inn kan spore sine officielle optegnelser længere tilbage end de tre andre, er der tradition for, at ingen af disse huse kan hævde at være ældre end de andre. Lincoln's Inn er sandsynligvis navngivet efter Lincoln de Lacy, 3. jarl af Lincoln. Det officielle navn er The Honourable Society of Lincoln's Inn (Det ærværdige samfund for Lincoln's Inn).
Lincoln's Inn ligger i Holborn i Londons distrikt Camden på grænsen mellem City of London og City of Westminster og lige over vejen fra Royal Courts of Justice, der er appelret for England og Wales.

## Historie
I løbet af 1100- og 1200-tallet blev der undervist i jura i City of London hovedsagelig af gejstlige. I 1200-tallet skete to hændelser som ødelagde denne form for juridisk uddannelse: først kom der et påbud fra Henrik III af England den 2. december 1234 om, at ingen institution for juridisk uddannelse måtte eksistere inden for Londons bygrænse, og for det andet kom der en pavelig bulle som forbød gejstlige at undervise i common law frem for kanonisk ret, det vil sige den særskilte kirkeret og kirkelige love om det verdslige liv. Dermed faldt systemet med juridisk uddannelse sammen. Advokater som praktiserede sædvaneret flyttede til landsbyen Holborn, som var det nærmeste sted udenfor byen til domstolene ved Westminster Hall.
Som for andre Inns of Court er den nøjagtige dato for grundlæggelsen af Lincoln's Inn ukendt. Huset kan hævde at have de ældste optegnelser, det vil sige dets «sorte bøger» som dokumenterer detaljerne vedrørende det styrende råd tilbage til 1422, og de tidligste optegnelser viser, at huset allerede var velorganiseret og disciplineret. Henry de Lacy, 3. jarl af Lincoln, havde opmuntret advokater til at flytte til Holborn, og de flyttede ind på Thavie's Inn, et af kancelliets huse, Inns of Chancery. Dets latinske navn var Hospida Cancellarie, og det kom senere også til at indbefatte Furnival's Inn.
Det er antaget at Lincoln's Inn blev formelt organiseret som et Inn of Court kort efter jarlens død i 1310. Før 1422 blev størstedelen af Lincoln's Inn flyttet til Ralph Neville, biskop af Chichesters ejendom, i nærheden af Chancery Lane. Det beholdt både Thavie's og Furnival's Inn, benyttede dem som «oplæringshuse» for unge advokater, og købte ejendommene i henholdsvis 1550 og 1547.
I 1537 blev jorden som Lincoln's Inn lå på solgt af biskop Richard Sampson til byrådsmedlem William Suliard, og hans søn solgte grunden til Lincoln's Inn i 1580. Huset blev derefter formelt organiseret som et sted for juridisk uddannelse takket være en forordning i 1464, som krævede forelæsere fra Inns of Court for at undervise jurastuderende der.
I 1400-tallet var huset ikke specielt fremgangsrigt, men en bencher, bystyremedlem, som John Fortescue er blevet krediteret for at have forbedret situationen.

## Struktur og ledelse
Lincoln's Inn havde hverken vedtægter eller bestemt form for ledelse, og lovgivningen var inddelt i to: statuetter vedtaget af guvernører, og forordninger bestemt af samfundet (alle medlemmer af huset). En tredje metode var, at enkelte medlemmer lovede at udføre bestemte pligter, det først kendte eksempel er fra 1435 og begynder med «Here folowen certaynes covenantes and promyses made to the feloweshippe of Lyncoll' Yne». Husets øgede størrelse førte til tabet af dets delvise demokrati. I 1492 blev det bestemt, at styrelsesmedlemmer og guvernører skulle have en stemme i afgørelse om, hvem som blev advokater ved at blive called to the bar.
Optagelsen blev optegnet i sorte bøger og blev inddelt i to kategorier: klerke (clerici), som blev antaget som Clerks' Commons, og fellows socii fik adgang til Fellows' Commons. Alle anmeldte måtte sværge samme ed, og en del fik tilladelse til at spise i Clerks' Commons, da det kostede mindre, hvad der gjorde det vanskelligt for akademikerne at skelne mellem de to — faktisk har Walker, redaktør af de sorte bøger, opretholdt, at de to kategorier var det samme. I 1400-tallet begyndte fellows at blive kaldt for masters, og afstanden mellem masters og clerks voksede gradvist til, at det i 1505 blev det bestemt, at ingen master måtte ses i Clerks' Commons, hvis det ikke var for at studere et særskilt punkt i loven. I 1466 blev fellows inddelt i benchers: advokater ved the bar (ad barram, også kendt som utter barristers eller kun barristers) og dem, som ikke var ved the Bar (extra barram). I 1502 blev extra barram-medlemmerne blevet refereret til som «inner barristers», i kontrast til «utter» eller «outer» barristers.